# Пица девојке
Пица девојке (енгл. Pizza-Girls) је немачки порнографски филм. (Под истим називом срећу се и други овакви филмови, па га је тешко лоцирати на интернету.) Режирао га је Нилс Молитор (надимак Moli). На диску се налази и поклон-филм, такође немачки (Magmafilm), из 1997. године, Секс у хотелу (односно Хотел љубави 2 (енгл. Love Hotel, среће се и назив  )), а ту глуми и Анита Блонд.
DVD је у Србији издало београдско предузеће МД Аргус продукција 2007. године. Тираж није објављен, нема описа на омоту, интерна ознака српског издавача је DVD011, а каталошки број COBISS.SR-ID 142464524.

## Улоге
| Глумац           | Улога |
| ---------------- | ----- |
| Christine Juhasz |       |
| Sheilla Stone    |       |
| Katty Smith      |       |